# Altes Kornhaus (Bremen)

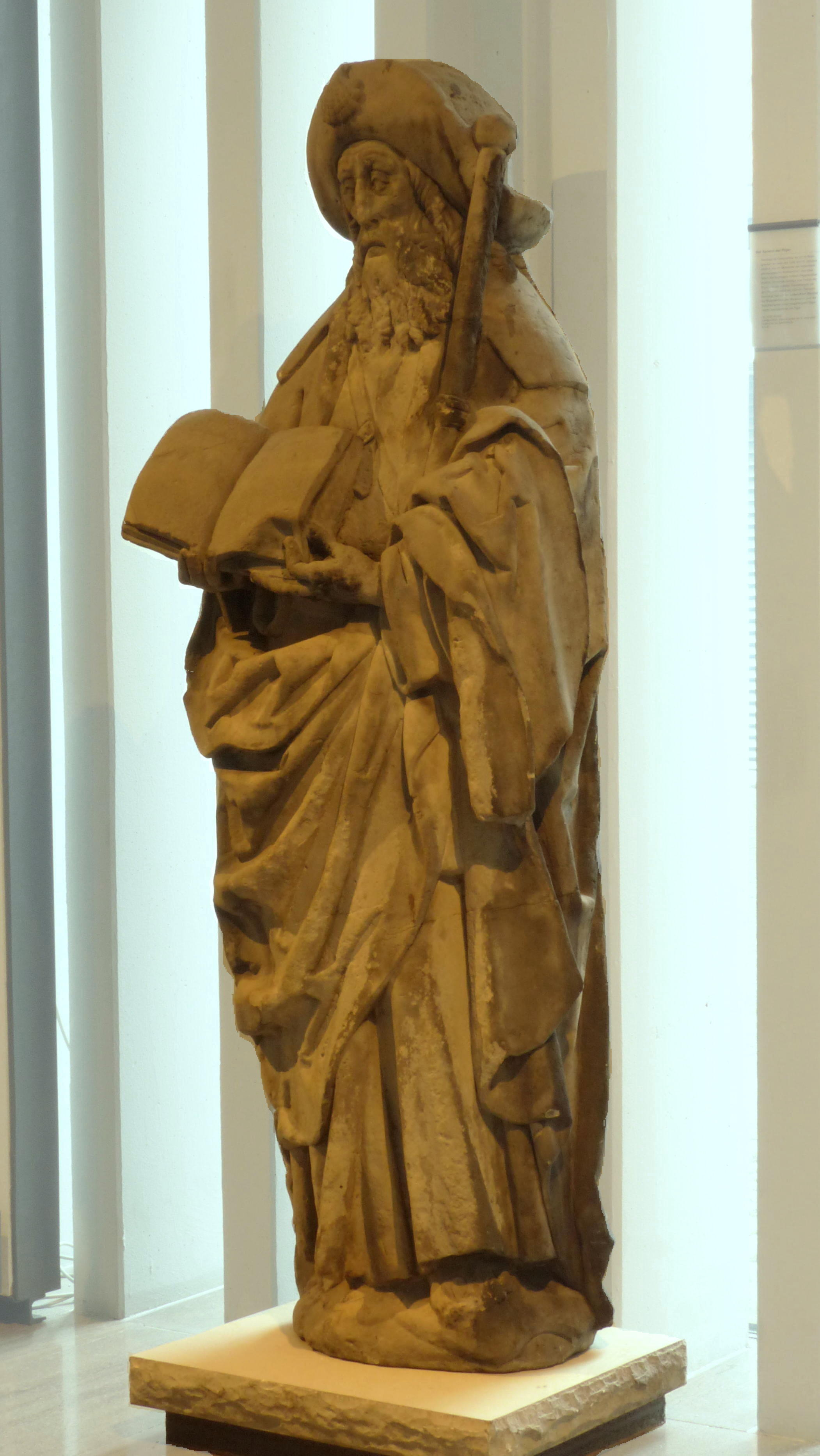
Jakobusstatue aus dem Gertrudengasthaus, heute im Focke-Museum

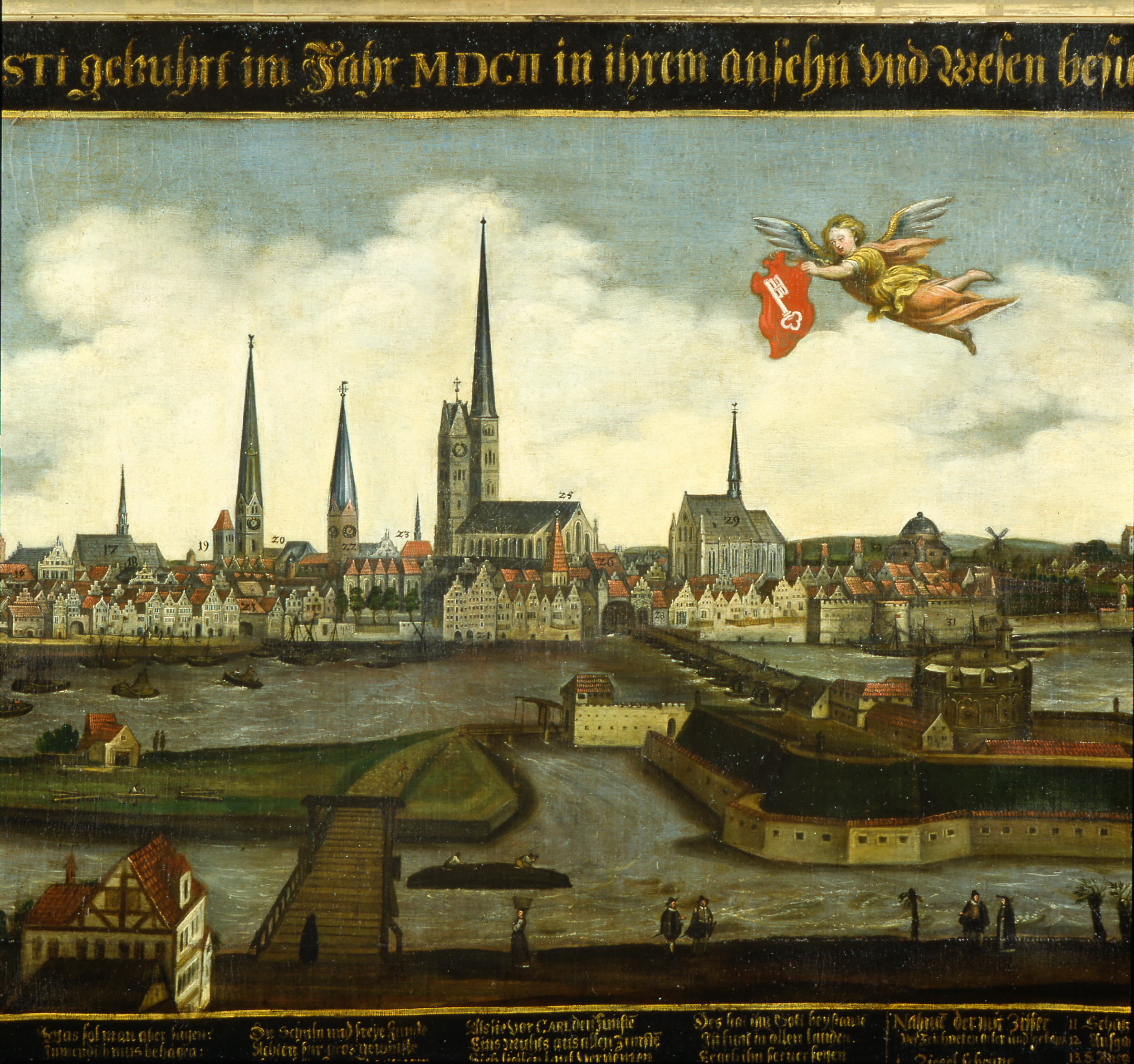
Unter den Domtürmen dargestellt: Das Alte Kornhaus mit zwei Stufengiebelsn zu Weser

Das Alte Kornhaus in Bremen stand östlich der Martinikirche zwischen Weserufer und Martinistraße. In die weserseitige Stadtmauer eingebunden, reichte es bis an den Fluss, sodass Schiffe mit dem Hauskran entladen werden konnten.

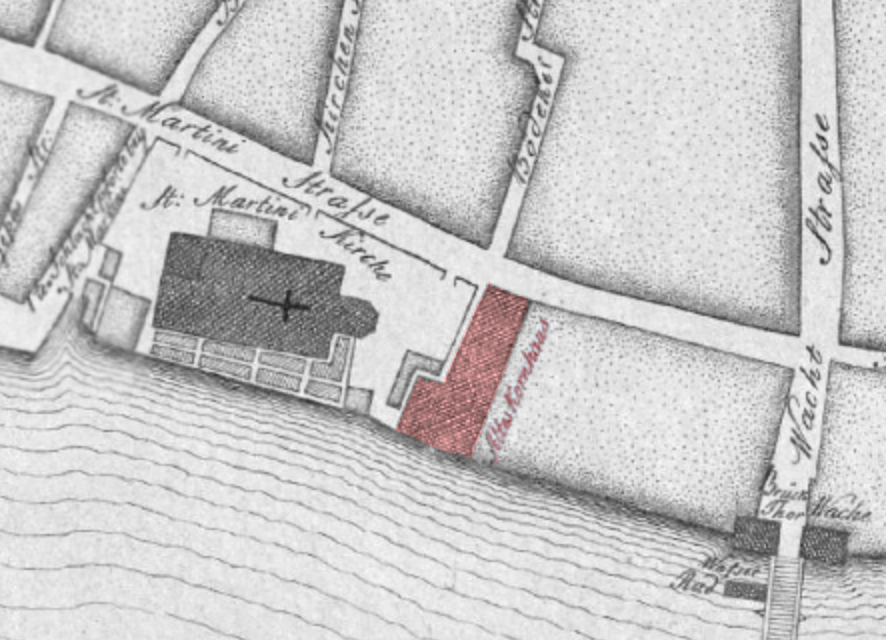
Altes Kornhaus zwischen Martinikirche und Großer Weserbrücke, Murtfeldt-Plan von 1796

Errichtet worden war das Gebäude im Mittelalter als Pilgerherberge namens Gertrudengasthaus. Da die Herberge zur Infrastruktur des Jakobsweges gehörte, war sie mit einem Standbild Jakobus’ des Älteren geschmückt. 
Im Zuge der Reformation wurde der Herbergsbetrieb eingestellt, da die Pilgerschaft nach Santiago de Compostela als Form des Heiligenkultes abgelehnt wurde. Von 1531 bis 1817 diente das Gebäude als Kornhaus. Seit der Errichtung des Neuen Kornhauses neben dem Fangturm wurde das Kornhaus neben der Martinikirche als Altes Kornhaus bezeichnet.
Mitte des 19. Jahrhunderts wurde es durch ein Packhaus für andere Waren ersetzt, das seinerseits 1944 durch Fliegerbomben zerstört wurde. Die Jakobusstatue steht heute im Focke-Museum.